# 대전삼육초등학교
대전삼육초등학교는 대한민국 대전광역시 서구에 있는 사립 초등학교이다.

## 연혁
- 1946.09.01 대전시 효동에서 대전고등공민학교 설립. 초대 정동심 교장
- 1963.02.28 3학급 인가
- 1963.03.18 대전삼육국민학교로 교명 변경
- 1966.07.04 효동에서 소제동 365번지로 이전
- 1966.12.01 소제동에서 선화동 399-56번지로 이전
- 1977.10.19 선화동에서 도마동 163-11번지로 이전
- 1978.03.01 학칙변경 6학급 인가
- 1983.10.14 교실 6실 증축(현 중학교 기숙사동)
- 1996.03.01 교명을 대전삼육초등학교로 변경
- 1996.09.01 대전삼육중학교 구 교사동으로 임시 입주
- 1997.02.06 학칙 변경 12학급 인가
- 2002.03.01 이머전 영어교육과정 운영
- 2003.03.01 학칙 변경 18학급 인가
- 2003.03.06 신관 교실 12실, 대강당, 급식실 증축
- 2005.03.02 임기택 교장 취임식(제28대)
- 2006.12.14 신관 교실 17.5실 증축
- 2011.04.30 다목적실 준공, 엘리베이터 설치
- 2014.02.14 제 63회 졸업식(졸업생 총수 92명, 1,655명)
- 2014.05.30 예능관, 급식실 앞 안전계단, 북카페 쉼터 개관
- 2015.02.13 제 64회 졸업식(졸업생 72명, 총수 1,727명)
- 2015.02.28 원어민 사택 리모델링
- 2015.03.02 김복래 교장 취임식(제29대)
- 2016.02.12 제 65회 졸업식(졸업생 77명, 총수 1,804명)
- 2016.01.01 교실 바닥 난방공사
- 2017.11.20 삼육역사관 및 외부쉼터 설치, 북카페, 화장실, 복도 리모델링
- 2018.12.30 창의융합놀이실 설치, 대강당 음향, 조명 교체
- 2019.02.09 제 68회 졸업식(졸업생 82명, 총 2,059명)
- 2019.03.01 이선희 교장 취임(제30대)
- 2019.12.30 친환경 둘레길, 텃밭 조성
- 2020.10.30 스마트교실 및 교실 현대화 사업
- 2022.02.28 도서실 과학실 현대화 사업
- 2022.04.01 박대훈 교장 취임(제31대)
- 2023.02.28 돌봄교실 환경개선, 석면천정 교체
- 2023.08.31 전망대 데크*플랜트 박스 설치, 휴게실 환경개선, 상담실 교사휴게실 설치
- 2023.09.01 현 김신영 교장 취임(제32대)
- 2024.02.01 제 73회 졸업식(졸업생 87명, 총 2,548명)
- 2024.02.     학급 게시판, 전교직원 컴퓨터 교체
- 2024.03.     전교생 인성교육프로그램 예그리나 패스파인더 클럽 창단
- 2024.08.     재활용창고, 세미나실 리모델링, 방송실 기자재*배선 교체
- 2024.10.     바닥 벽화 설치, 녹색교육장 플랜트 박스 교체
- 2025.02.11 제 74회 졸업식(졸업생 90명, 총 2,638명)

## 참고 자료
- 대전삼육초등학교 - 한국교육학술정보원 학교알리미